# César-díj a legjobb animációs filmnek
A legjobb animációs filmnek járó César-díjat (franciául César du meilleur film d’animation) első alkalommal 2011-ben ítélte oda a francia Filmművészeti és Filmtechnikai Akadémia.
1977 és 1990 között csak animációs rövidfilmek kaphattak díjat (neve is César-díj a legjobb animációs rövidfilmnek volt), az ilyen jellegű alkotások újbóli versenyeztetésével azonban feloldották a terjedelmi korlátozást azzal, hogy az öt jelölt alkotás közül 3 nagyfilm, 2 pedig kisfilm legyen.
2014-ig szerepeltek vegyesen az egész estét betöltő, valamint a rövid animációs filmek, akkor ismét önálló kategóriák lettek.
A megmérettetésben részt vehet minden olyan animációs film, amely teljes játékidejének legfeljebb 25%-a valós filmfelvétel, továbbá megfelel a következő feltételeknek:
- nagyjátékfilm esetében, jelölték a legjobb film kategóriában, és a film gyártásával megbízott társaság „animációs filmnek” minősítette;
- nagyjátékfilm esetében, mint francia kisebbségi és európai többségi koprodukciós alkotást jelölték legjobb külföldi film kategóriában, és a francia koprodukciós bizottság „animációs filmnek” minősítette;
- rövidfilm esetében (2011–2013), átesett az Akadémia animációs bizottságának a legjobb rövidfilm kategóriában kötelezően előírt, az ottani kritériumok szerinti előzetes válogatásán. (Így számuk maximum 12 lehet.)[1]

## Díjazottak és jelöltek
A díjazottak vastagítással vannak kiemelve. Az évszám a díjosztó gála évét jelzi, amikor az előző évben forgalmazásra került film elismerésben részesült.

### 2010-es évek
| Év   | Díjazottak és jelöltek |
| ---- | --- |
| 2011 | - Az illuzionista (L'Illusioniste), rendezte: Sylvain Chomet - Arthur 3. – A világok harca (Arthur et la guerre des deux mondes) de Luc Besson - Egy macska kettős élete (Une vie de chat), rendezte: Jean-Loup de Felicioli - L'homme à la Gordini, rendezte: Jean-Christophe Lie - Logorama, rendezte: H5 (François Alaux, Hervé de Crécy, Ludovic Houplain)     |
| 2012 | - A rabbi macskája (Le chat du rabbin), rendezte: Joann Sfar és Antoine Delesvaux - A festmény (Le tableau), rendezte: Jean-François Laguionie - A párizsi mumus (Un monstre à Paris), rendezte: Bibo Bergeron - La queue de la souris, rendezte: Benjamin Renner - Le cirque, rendezte: Nicolas Brault                                                            |
| 2013 | - Ernest és Célestine (Ernest et Célestine), rendezte: Benjamin Renner, Vincent Patar, Stéphane Aubier - Edmond, a szamár (Edmond était un âne), rendezte: Franck Dion - Kirikou faluja (Kirikou et les hommes et les femmes), rendezte: Michel Ocelot - Oh Willy..., rendezte: Emma De Swaef és Marc Roels - Zarafa, rendezte: Rémi Bezançon, Jean-Christophe Lie |
| 2014 | - Kisfarkas és az elképesztő titok (Loulou, l'incroyable secret), rendezte: Éric Omond és Grégoire Solotareff - Aya de Yopougon, rendezte: Marguerite Abouet és Clément Oubrerie - Az anyukám Amerikában van és találkozott Buffalo Billel (Ma maman est en Amérique, elle a rencontré Buffalo Bill), rendezte: Marc Boréal és Thibaut Chatel                      |
| 2015 | - Csodabogarak – Az elveszett hangyák völgye (Minuscule - La vallée des fourmis perdues), rendezte: Thomas Szabo, Hélène Giraud - A tenger dala (Song of the Sea), rendezte: Tomm Moore - Jack et la mécanique du coeur, rendezte: Mathias Malzieu, Stéphane Berla                                                                                                 |
| 2016 | - A kis herceg (Le petit prince), rendezte: Mark Osborne - Adama, rendezte: Simon Rouby - April és az ál-világ (Avril et le monde truqué), rendezte: Christian Desmares |
| 2017 | - Életem Cukkiniként (Ma vie de Courgette), rendezte: Claude Barras - A levágott kezű lány (La jeune fille sans mains), rendezte: Sébastien Laudenbach - A vörös teknős (La tortue rouge), rendezte: Michael Dudok de Wit |
| 2018 | - A csúnya, gonosz róka és más mesék (Le Grand Méchant Renard et autres contes...), rendezte: Benjamin Renner és Patrick Imbert - Sahara, rendezte: Pierre Coré - Zombillénium, rendezte: Arthur de Pins et Alexis Ducord |
| 2019 | - Dilili Párizsban (Dilili à Paris), rendezte: Michel Ocelot - Asterix: A varázsital titka (Astérix : Le Secret de la potion magique), rendezte: Alexandre Astier és Louis Clichy - Pachamama, rendezte: Juan Antin |

### 2020-as évek
| Év   | Díjazottak és jelöltek |
| ---- | --- |
| 2020 | - Keresem a testem (J'ai perdu mon corps), rendezte: Jérémy Clapin - Kabul fecskéi (Les hirondelles de Kaboul), rendezte: Zabou Breitman, Eléa Gobbé-Mévellec - Medvevilág Szicíliában (La fameuse invasion des ours en Sicile), rendezte: Lorenzo Mattotti |
| 2021 | - Josep, rendezte: Aurel - Calamity, Jane Cannary gyermekkora (Calamity, une enfance de Martha Jane Cannary), rendezte: Rémi Chayé - Kicsi vámpír (Petit vampire), rendezte: Joann Sfar |
| 2022 | - Az istenek hegycsúcsa (Le sommet des Dieux), rendezte: Patrick Imbert - Az egér legjobb barátja (Même les souris vont au Paradis), rendezte: Denisa Grimmová, Jan Bubenicek - La traversée, rendezte: Florence Miailhe |
| 2023 | - Napocskám, Maad (Ma famille afghane; Moje slunce Mad), rendezte: Michaela Pavlátová - A kis Nicolas: Eljött a boldogság ideje! (Le petit Nicolas: Qu'est-ce qu'on attend pour être heureux ?, rendezte: Amandine Fredon, Benjamin Massoubre - Ernest és Célestine: A dallamok útján (Ernest et Célestine : Le voyage en Charabie), rendezte: Jean-Christophe Roger, Julien Chheng |
| 2024 | - Csirkét Lindának! (Linda veut du poulet !), rendezte: Chiara Malta és Sébastien Laudenbach - Kutyáknak és olaszoknak tilos! (Interdit aux chiens et aux Italiens), rendezte: Alain Ughetto - Mars Expressz (Mars Express), rendezte: Jérémie Périn |
| 2025 | - Áradás (Straume), rendezte: Gints Zilbalodis - A legértékesebb áru (La Plus Précieuse des marchandises), rendezte: Michel Hazanavicius - Vademberek (Sauvages !), rendezte: Claude Barras |